# Andraž Jeglič
Andraž Jeglič, slovenski pravnik, * 24. oktober 1865, Gorica, † 13. oktober 1937, Podbrezje.

## Življenje in delo
Rodil se je v družini narodnega delavca Andreja Jegliča. Ljudsko šolo in gimnazijo je obiskoval v Gorici, kjer je 1882 tudi maturiral, ter na Dunaju študiral pravo (1882-1887). Po diplomi se je posvetil sodniškemu poklicu. Prva leta je služboval na Goriškem in Istri. Kot sodni pristav v Tolminu je bil tu leta 1897 med soustanovitelji podružnice slovenskega planinskega društva. Še isto leto je bil imenovan za namestnika državnega tožilca v Gorici, kjer je 1906 napredoval v državnega tožilca, 1911 pa za prvega državnega tožilca. Po začetku vojne z Italijo je bil 1915 premeščen v Trst, pred koncem vojne se je vrnil v Gorico. Tu je bil junija 1918 imenovan za predsednika okrožnega sodišča. Na tem mestu je ostal še nekaj časa pod italijansko upravo, nato pa se je 1919 preselil v Ljubljano in bil 30. januarja 1920 imenovan za višjega državnega tožilca. Na tem mestu je ostal do 3. oktobra 1924, ko se je na lastno željo upokojil. Po upokojitvi se je preselil na očetov dom v Podbrezje, kjer je po daljši bolezni umrl. Njegova zasluga je, da so v Gorici zgradili zavetišče za mladoletne kaznjence. Za svoje delo je prejel odlikovanje sv. Save III. stopnje.